# Ryan Anderson (cyclisme)
Pour les articles homonymes, voir Ryan Anderson et Anderson.
Ryan Anderson, né le 22 juillet 1987 à Spruce Grove, est un coureur cycliste canadien, professionnel entre 2008  et 2020.

## Biographie
Ryan Anderson devient professionnel en 2008 dans l'équipe canadienne Symmetrics. Celle-ci disparaissant en fin d'année, il rejoint en 2009 l'équipe américaine Kelly Benefit Strategies. Il remporte cette année-là le Tour de Delta et prend la deuxième place du championnat du Canada du contre-la-montre espoirs.
En 2011, il est recruté par SpiderTech-C10, première équipe canadienne à obtenir une licence continentale professionnelle. Cette dernière lui permet d'être invitée sur des courses du World Tour. En disputant le Tour de Suisse 2012, Ryan Anderson fait ainsi partie de la première équipe canadienne disputant une course World Tour européenne. En Europe, il obtient des places d'honneur, notamment les cinquièmes places du Grand Prix Pino Cerami et de la Coupe Sels en 2012. Au Canada, il monte deux fois sur le podium du Tour de Delta (3e en 2011, 2e en 2012).
SpiderTech-C10 disparaissant fin 2012, Ryan Anderson est membre de l'équipe chinoise Champion System au premier semestre 2013, puis court à nouveau pour Optum-Kelly Benefit Strategies. En trois mois, il se classe deuxième du championnat du Canada sur route et du Tour of Elk Grove, troisième du Tour de Delta, huitième du Tour d'Alberta, ce qui lui permet de terminer à la troisième place de l'UCI America Tour 2013. Il reste deux ans de plus dans la même équipe, remportant notamment le Nature Valley Grand Prix en 2014. Il est sélectionné en équipe nationale au championnat du monde sur route ces deux années.
En 2016, Ryan Anderson est engagé par l'équipe française Direct Énergie. Il commence sa saison avec une cinquième place au Grand Prix d'ouverture La Marseillaise. Son calendrier lui permet de participer une seconde fois au Grand Prix E3 (76e) après y avoir pris part en 2011, de découvrir le Tour des Flandres (109e), Paris-Roubaix (hors délais) ainsi que l'Amstel Gold Race (abandon). Le 31 juillet, il termine deuxième de la Polynormande, battu au sprint par Baptiste Planckaert, puis dispute le Tour d'Espagne, son premier grand tour duquel il revient avec une treizième place d'étape. Il conclut sa saison lors des championnats du monde organisés au Qatar où Ryan Roth est le seul coureur de la sélection à rallier l'arrivée (15e).
Il commence sa saison 2017 avec une nouvelle place d'honneur sur le GP d'ouverture La Marseillaise (13e). Victime d’une chute le 30 mars après une vingtaine de kilomètres sur l’étape 3a des Trois Jours de La Panne, il souffre d'une fracture de l'omoplate. Il ne retrouve la compétition que le 21 mai, sur le GP de la Somme, remporté par son coéquipier Adrien Petit, où il prend part à l'échappée du jour. En fin de saison, il est aligné sur les deux courses World Tour ayant lieu dans son pays d'origine, le GP de Québec puis le GP de Montréal. Ce sont également ses deux dernières courses sous le maillot de Direct Energie, Anderson effectuant son retour au sein de la structure de Jonas Carney, Rally (ex-Optum-Kelly Benefit Strategies), pour 2018. 
En 2020, il ne court pas de l'année en raison de la pandémie de Covid-19 et d'une fracture de la jambe subie en 2019 lors d'une sortie en VTT. Il met un terme à sa carrière de coureur à l'issue de cette saison. Il se concentre par la suite sur le VTT marathon  et les courses gravel.

## Palmarès
| - 2005 - 2e du championnat du Canada sur route juniors - 2007 - 2e du championnat du Canada sur route espoirs - 2008 - 2e étape de la Devo Stage Race - 3e de la Devo Stage Race - 2009 - Tour de Delta : - Classement général - 2e étape - 2e du championnat du Canada du contre-la-montre espoirs - 3e du Tour de White Rock - 2010 - 2e étape du Tour de Luzon (contre-la-montre) - 2011 - 1re étape du Tour de Delta - 3e du Tour de Delta - 2012 - 2e étape du Tour de Delta - 2e du Tour de Delta - 2e du Gastown Grand Prix | - 2013 - 2e du championnat du Canada sur route - 2e du Tour of Elk Grove - 3e de l'UCI America Tour - 3e du Tour de Delta - 2014 - Nature Valley Grand Prix : - Classement général - 2e étape - 2e du Tour de Delta - 2e du Gastown Grand Prix - 2015 - 2e étape du Grand Prix international de Guadiana - 3e étape du Nature Valley Grand Prix - 2e du championnat du Canada sur route - 2e du Tour de Delta - 3e du Grand Prix international de Guadiana - 2016 - 2e de La Polynormande |

## Résultats sur les grands tours

### Tour d'Espagne
1 participation
- 2016 : 136e

## Classements mondiaux
| Année            | 2007 | 2008 | 2009  | 2010 | 2011 | 2012 | 2013 | 2014  | 2015 |
| ---------------- | ---- | ---- | ----- | ---- | ---- | ---- | ---- | ----- | ---- |
| UCI America Tour | 105e |      | 362e  | 148e |      | 361e | 3e   | 19e   | 33e  |
| UCI Europe Tour  |      |      | 1114e | 978e |      | 317e |      | 1057e |      |